# Fonction tau de Ramanujan

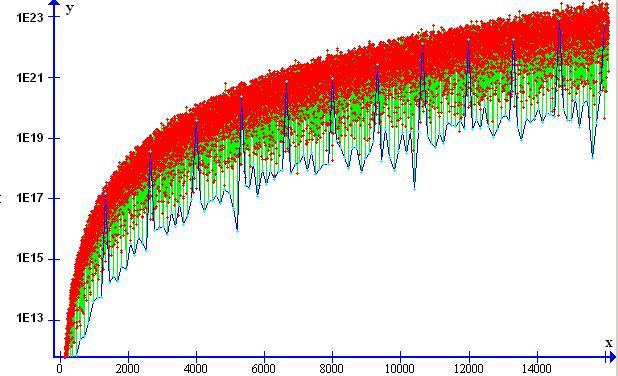
Valeurs de pour en échelle logarithmique. La ligne bleue sélectionne uniquement les valeurs de n qui sont des multiples de 121.

La fonction tau de Ramanujan, étudiée par Ramanujan, est la fonction {\displaystyle \tau :\mathbb {N} \rightarrow \mathbb {Z} } définie par l'identité suivante :
{\displaystyle \sum _{n\geq 1}\tau (n)q^{n}=q\prod _{n\geq 1}\left(1-q^{n}\right)^{24}=q\phi (q)^{24}=\eta (z)^{24}=\Delta (z),}
où q = exp(2πiz) avec Im z > 0, {\displaystyle \phi } est l'indicatrice d'Euler, η est la fonction êta de Dedekind, et la fonction Δ(z) est une forme parabolique de poids 12 et de niveau 1, connue sous le nom de forme modulaire discriminant. Elle apparaît être en relation avec un « terme d'erreur » impliqué dans le comptage du nombre de façons d'exprimer un entier comme une somme de 24 carrés. Une formule due à Ian G. Macdonald a été donnée dans Dyson 1972.

## Valeurs deτ(n)
Les premières valeurs de la fonction tau sont données dans le tableau suivant (suite A000594 de l'OEIS) :
| n    | 1 | 2   | 3   | 4     | 5    | 6     | 7      | 8     | 9       | 10      | 11     | 12      | 13      | 14     | 15      | 16     |
| τ(n) | 1 | −24 | 252 | −1472 | 4830 | −6048 | −16744 | 84480 | −113643 | −115920 | 534612 | −370944 | −577738 | 401856 | 1217160 | 987136 |

## Les conjectures de Ramanujan
Ramanujan (1916) a remarqué, sans le démontrer, les propriétés suivantes sur τ(n):
- τ(mn) = τ(m)τ(n) si pgcd(m,n) = 1 (ce qui signifie que τ(n) est multiplicative)
- τ(pr + 1) = τ(p)τ(pr) − p11 τ(pr − 1) pour p premier et r > 0.
- |τ(p)| ≤ 2p11/2 pour tout premier p.

Les deux premières propriétés ont été prouvées par Mordell (1917) et la troisième, appelée la conjecture de Ramanujan, a été prouvée par Deligne en 1974 à la suite de sa preuve des conjectures de Weil (plus précisément, il l'a déduite en les appliquant à une variété de Kuga-Sato).

## Congruences pour la fonction tau
Pour k ∈ {\displaystyle \mathbb {Z} } et n ∈ {\displaystyle \mathbb {Z} }>0, définissons σk(n) comme la somme des k ièmes puissances des diviseurs de n. La fonction tau satisfait plusieurs relations de congruence ; beaucoup d'entre elles peuvent être exprimées en termes de σk(n). En voici quelques-unes :
1. {\displaystyle \tau (n)\equiv \sigma _{11}(n)\ {\bmod {\ }}2^{11}{\text{ pour }}n\equiv 1\ {\bmod {\ }}8} [2]
2. {\displaystyle \tau (n)\equiv 1217\sigma _{11}(n)\ {\bmod {\ }}2^{13}{\text{ pour }}n\equiv 3\ {\bmod {\ }}8} [2]
3. {\displaystyle \tau (n)\equiv 1537\sigma _{11}(n)\ {\bmod {\ }}2^{12}{\text{ pour }}n\equiv 5\ {\bmod {\ }}8} [2]
4. {\displaystyle \tau (n)\equiv 705\sigma _{11}(n)\ {\bmod {\ }}2^{14}{\text{ pour }}n\equiv 7\ {\bmod {\ }}8} [2]
5. {\displaystyle \tau (n)\equiv n^{-610}\sigma _{1231}(n)\ {\bmod {\ }}3^{6}{\text{ pour }}n\equiv 1\ {\bmod {\ }}3} [3]
6. {\displaystyle \tau (n)\equiv n^{-610}\sigma _{1231}(n)\ {\bmod {\ }}3^{7}{\text{ pour }}n\equiv 2\ {\bmod {\ }}3} [3]
7. {\displaystyle \tau (n)\equiv n^{-30}\sigma _{71}(n)\ {\bmod {\ }}5^{3}{\text{ pour }}n\not \equiv 0\ {\bmod {\ }}5} [4]
8. {\displaystyle \tau (n)\equiv n\sigma _{9}(n)\ {\bmod {\ }}7{\text{ pour }}n\equiv 0,1,2,4\ {\bmod {\ }}7} [5]
9. {\displaystyle \tau (n)\equiv n\sigma _{9}(n)\ {\bmod {\ }}7^{2}{\text{ pour }}n\equiv 3,5,6\ {\bmod {\ }}7} [5]
10. {\displaystyle \tau (n)\equiv \sigma _{11}(n)\ {\bmod {\ }}691.} [6]

Pour p ≠ 23 premier, on a ,
1. {\displaystyle \tau (p)\equiv 0\ {\bmod {\ }}23{\text{ si }}\left({\frac {p}{23}}\right)=-1}
2. {\displaystyle \tau (p)\equiv \sigma _{11}(p)\ {\bmod {\ }}23^{2}{\text{ si }}p{\text{ est de la forme }}a^{2}+23b^{2}} [8]
3. {\displaystyle \tau (p)\equiv -1\ {\bmod {\ }}23{\text{ sinon}}.}

## Conjectures surτ(n)
Supposons que f soit une nouvelle forme (en) entière de poids k telle que ses coefficients de Fourier a(n) soient entiers. Soit le problème :
Étant donné que f n'a pas de multiplication complexe, est-ce que pour presque tous nombres premiers p, on a a(p) ≢ 0 (mod p) ?
En effet, la plupart des nombres premiers devraient avoir cette propriété, et sont par conséquent dits ordinaires. Malgré les grandes avancées de Deligne et Serre sur les représentations galoisiennes, qui déterminent a(n) (mod p) pour n premier à p, on ne sait pas comment calculer a(p) (mod p). Le seul théorème à cet égard est le célèbre résultat d'Elkies pour les courbes elliptiques modulaires, qui garantit qu'il existe une infinité de nombres premiers p tels que a(p) = 0, qui sont donc congrus à 0 modulo p. Il n'existe pas d'exemples connus de  f sans multiplication complexe de poids supérieur à 2 pour lequel a(p) ≢ 0 (mod p) pour une infinité de nombres premiers p (bien que cela devrait être vrai pour presque tout p). Il n'y a pas non plus d'exemples connus avec a(p) ≡ 0 (mod p) pour une infinité de p. Certains chercheurs avaient commencé à douter que a(p) ≡ 0 (mod p) pour une infinité de p. Les seules solutions jusqu'à 1010 de l'équation τ(p) ≡ 0 (mod p) sont 2, 3, 5, 7, 2411 et 7 758 337 633 suite A007659 de l'OEIS.
Lehmer (1947) a conjecturé que τ(n) ≠ 0 pour tout n. Lehmer a vérifié sa conjecture jusqu'à 214 928 639 999 (Apostol 1997, p. 22). Le tableau suivant récapitule l'avancée de la borne supérieure n ≤ N connue.
| N                               | référence                          |
| ------------------------------- | ---------------------------------- |
| 3 316 799                       | Lehmer (1947)                      |
| 214 928 639 999                 | Lehmer (1949)                      |
| 1 000 000 000 000 000           | Serre (1973, p. 98), Serre (1985)  |
| 1 213 229 187 071 998           | Jennings (1993)                    |
| 22 689 242 781 695 999          | Jordan et Kelly (1999)             |
| 22 798 241 520 242 687 999      | Bosman (2007)                      |
| 982 149 821 766 199 295 999     | Zeng et Yin (2013)                 |
| 816 212 624 008 487 344 127 999 | Derickx, van Hoeij, et Zeng (2013) |